# Cincinnati Dutch Lions FC
Cincinnati Dutch Lions FC is een Amerikaanse voetbalclub uit Cincinnati.
De club werd in 2013 opgericht door Dutch Lions FC en is de derde club van de organisatie na Dayton Dutch Lions en Houston Dutch Lions. De club startte in 2014 in de USL Premier Development League.

## Statistieken
| Seizoen | Divisie | Competitie | Eindstand                                      | Playoffs            | Open Cup            | Trainer         | Stadion                      |
| ------- | ------- | ---------- | ---------------------------------------------- | ------------------- | ------------------- | --------------- | ---------------------------- |
| 2014    | 4       | PDL        | 2e South Atlantic Division, Eastern Conference | Niet gekwalificeerd | Niet gekwalificeerd | Terry Nicholl   | Xavier University            |
| 2015    | 4       | PDL        | 2e South Atlantic Division, Eastern Conference | R1                  | Niet gekwalificeerd | Terry Nicholl   | Xavier University            |
| 2016    | 4       | PDL        | 7e Great Lakes, Eastern Conference             | Niet gekwalificeerd | R1                  | Terry Nicholl   | William Mason High School    |
| 2017    | 4       | PDL        | 4e Great Lakes, Eastern Conference             | Niet gekwalificeerd | Niet gekwalificeerd | Sid van Druenen | Northern Kentucky University |
| 2018    | 4       | PDL        | ?e Great Lakes, Eastern Conference             |                     | Niet gekwalificeerd | Paul Nicholson  | Northern Kentucky University |

## Bekende (oud-)spelers
- Zeus de la Paz
- Boris Rasevic
- Rowin van Zaanen